# Каянза (комуна)
Каянза — одна з комун провінції Каянза, на півночі Бурунді. Центр — однойменне містечко Каянза.